# Ян Одровонж (архієпископ)
Ян Одровонж зі Спрови (пол. Jan Odrowąż; пом. вересень 1450) — польський шляхтич, придворний, римо-католицький релігійний діяч, львівський латинський архієпископ. Представник роду Одровонжів зі Спрови власного гербу.

## Життєпис
Син руського підкоморія Добєслава Одровонжа. Його братими були руський воєвода Пйотр і львівський каштелян Павло, також Миколай та Добеслав Одровонжі.
Королівський секретар у 1423 році (лат. Joannes Odrowansch notarius), був на посаді 1433-го, також під час перебування короля Владислава ІІІ в Угорщині. Його плутають з архієпископом Ґнєзна Яном зі Спрови.
Посаду у Львові отримав завдяки підтримці королеви Софії Гольшанської та її шваґра — молдавського господаря Іллі І. Як львівський препозит після смерті 1436-го став єпископом Львова, хоча капітула вибрала на посаду каноніка Сильвестра Здзеховського (пол. Sylwester Zdziechowski), кандидатуру якого затвердив король. Нехіть до нього членів капітули зросла після того, як він за допомоги брата Пйотра забрав у них доходи з львівських млинів, земельних маєтків, які надав попередній архієпископ Ян Жешовський. Конфліктуючі сторони не примирив навіть примас Вінцентій Кот, тому справа потрапила на розгляд під час собору в Базелі у 1443 році, який став на сторону каноніків. Ян Одровонж не виконав вироку (за що пізніше був відлучений Папою від церкви), натомість каноніків Францішка (декана), Петра Порохницького, Миколая Ольховського відлучив від церкви (екскомуніка) 21 лютого 1448. Потім до цього додалися конфлікти з міщанами Львова (зокрема, з Петером Ширманом, який вдерся до костелу та убив одного духівника, а Ян Одровонж 23 лютого 1448 відлучив убивцю від церкви).
1440 року брав участь у виправі (поході) Владислава ІІІ по корону Угорщини, справи передав спеціяльному уповноваженому. У червні 1447 року брав участь у коронації короля Казимира IV Ягеллончика у Вавельській катедрі.
1 жовтня 1442 отримав дозвіл короля на заснування міста архієпископського Бартатова на «ґрунті» осади «Бартошова Корчма», 2 жовтня — викуп села Річичани від Яна Річичанського за 380 гривень. 1446 року подав позов до гродського суду на львівського єврея, городоцького митника Шахна щодо суми 300 гривень. Також подав позов на вірменина Нігеля, львівського лазебника. 1448 року позичив гроші (129 гривень) італійцеві Христофорові де Санкто Ромуло та львівським митникам і дрогобицьким та городоцьким жупникам Янушові та Миколаєві зі Страдова, а 1450 року мав з ними процес щодо повернення коштів.
Спричинився до будівництва Латинської катедри у Львові, головно коштом побожних міщан. За даними Каллімаха, маєтності архієпископів довів до руїни.
Помер несподівано у вересні 1450 року після отримання звістки про смерть брата Пйотра. Через два місяці був похований у захристі латинської катедри Львова після зняття з нього відлучення Папи.